# Fernando Silva (Leichtathlet)
Fernando Silva, vollständiger Name: Fernando Sérgio Rigor Silva (* 1. Juni 1980) ist ein portugiesischer Langstreckenläufer.
Der Spezialist für Crossläufe wurde in dieser Disziplin 2004 und 2005 nationaler Meister.
Bei den Crosslauf-Europameisterschaften kam er 2003 in Edinburgh auf den 14. Platz und gewann Bronze mit der portugiesischen Mannschaft. 2004 in Heringsdorf und 2005 in Tilburg wurde er jeweils Elfter. Bei den Crosslauf-Weltmeisterschaften belegte er 2003 in Avenches auf der Kurzstrecke Rang 43 und auf der Langstrecke 2004 in Brüssel Rang 47, 2005 in Saint-Galmier Rang 46 und 2006 in Fukuoka Rang 25.
Bei den Crosslauf-Europameisterschaften 2006 in San Giorgio su Legnano lief er auf dem zweiten Platz ein, wurde aber nachträglich disqualifiziert, als eine Dopingprobe, die er eine Woche zuvor abgegeben hatte, positiv auf Erythropoetin (EPO) getestet wurde. Silva wurde wegen dieses Verstoßes gegen die Dopingbestimmungen für zwei Jahre gesperrt.
2009 wurde er Sechster beim Prag-Marathon, kam beim Marathon der Leichtathletik-Weltmeisterschaften in Berlin auf den 13. Platz und wurde Dritter beim Saint-Denis-Halbmarathon.
Im Jahr darauf kam er bei den Crosslauf-Weltmeisterschaften in Bydgoszcz auf den 58. Platz. Beim Marathon der Leichtathletik-Europameisterschaften in Barcelona erreichte er nicht das Ziel.

## Persönliche Bestzeiten
- 3000 m: 8:04,60 min, 7. Juni 2005, Huelva
- 5000 m: 13:54,60 min, 6. Juli 2006, Maia
- 10.000 m: 29:10,18 min, 15. April 2006, Antalya
- Halbmarathon: 1:02:58 h, 18. Oktober 2009, Saint-Denis
- Marathon: 2:12:09 h, 10. Mai 2009, Prag
- 3000 m Hindernis: 8:49,82 min, 6. Juli 2002, Maia